# Provincia de Napo Pastaza
La provincia de Napo Pastaza fue una antigua división política en el periodo republicano de Ecuador creada el 15 de diciembre de 1920 a través de la división de la provincia de Oriente en dos.
La provincia estaba subdividida en las jefaturas políticas de Sucumbíos, Napo y Pastaza. Tras la reforma a la Ley Especial de Oriente, llevada a cabo el 22 de octubre de 1959 y durante la presidencia de Camilo Ponce Enríquez, se divide la provincia en la de Napo (con capital en Tena) y la de Pastaza (con capital en Puyo).